# Тортай
Тортай (каз. Төртай, до 1993 г. — Усачёво) — упразднённое село в Актогайском районе Павлодарской области Казахстана. Входило в состав Приреченского сельского округа. Код КАТО — 553253500. Исключено из учётных данных в 2017 г.

## Население
В 1999 году население села составляло 160 человек (78 мужчин и 82 женщины). По данным переписи 2009 года, в селе проживало 58 человек (31 мужчина и 27 женщин).